# Ari Graynor
Ariel Geltman Graynor, detta Ari (Boston, 27 aprile 1983), è un'attrice statunitense.

## Biografia

### Carriera
Ari Graynor debutta nel cinema recitando in Mystic River, un film del 2003 di Clint Eastwood, invece nel 2006 recita al fianco di Michael Keaton in Game 6.
Ottiene nel 2008 una parte nel film di Peter Sollett Nick & Norah - Tutto accadde in una notte, mentre dal 2009 al 2010 interpreta la parte di Rachel Blake nella serie Fringe. Nel 2011 recita in (S)Ex List e, sempre nello stesso anno, prende parte a film come Lo spaventapassere e 10 Years.
Reciterà nel 2012 insieme a Rashida Jones in Separati innamorati e prenderà pure parte al film di Anne Fletcher Parto con mamma, inoltre sarà una delle protagoniste del film Le squillo della porta accanto.
Nel 2017 reciterà insieme a James Franco nel film The Disaster Artist inoltre entrerà nel cast della serie televisiva Showtime I'm Dying Up Here - Chi è di scena? nel ruolo di Cassie Feder.

### Vita privata
Figlia di Joani Geltman e Greg Graynor, è di origini polacche, ed è cresciuta con un'educazione ebraica.

## Filmografia

### Attrice

#### Cinema
- Mystic River, regia di Clint Eastwood (2003)
- Book of Love, regia di Alan Brown (2004)
- Imaginary Heroes, regia di Dan Harris (2004)
- Bereft, regia di Tim Daly e Clark Mathis (2004)
- Game 6, regia di Michael Hoffman (2005)
- Un anno dopo (The Great New Wonderful), regia di Danny Leiner (2005)
- For Your Consideration, regia di Christopher Guest (2006)
- An American Crime, regia di Tommy O'Haver (2007)
- Turn the River, regia di Chris Eigeman (2007)
- Nick & Norah - Tutto accadde in una notte (Nick and Norah's Infinite Playlist), regia di Peter Sollett (2008)
- Blues, regia di Brandon Sonnier (2008)
- Youth in Revolt, regia di Miguel Arteta (2009)
- Whip It, regia di Drew Barrymore (2009)
- Holy Rollers, regia di Kevin Asch (2010)
- Notte folle a Manhattan (Date Night), regia di Shawn Levy (2010)
- Conviction, regia di Tony Goldwyn (2010)
- No Deal, regia di Joe Burke – cortometraggio (2010)
- Lucky, regia di Gil Cates Jr. (2011)
- (S)Ex List (What's Your Number?), regia di Mark Mylod (2011)
- Lo spaventapassere (The Sitter), regia di David Gordon Green (2011)
- 10 Years, regia di Jamie Linden (2011)
- Le squillo della porta accanto (For a Good Time, Call...), regia di Jamie Travis (2012)
- Separati innamorati (Celeste and Jesse Forever), regia di Lee Toland Krieger (2012)
- Parto con mamma (The Guilt Trip), regia di Anne Fletcher (2012)
- Wiener-Dog, regia di Todd Solondz (2016)
- The Disaster Artist, regia di James Franco (2017)
- The Front Runner - Il vizio del potere (The Front Runner), regia di Jason Reitman (2018)
- Amiche in affari (Like a Boss), regia di Miguel Arteta (2020)

#### Televisione
- I Soprano (The Sopranos) – serie TV, 4 episodi (2001)
- Law & Order - Unità vittime speciali (Law & Order: Special Victims Unit) – serie TV, episodio 4x11 (2003)
- Veronica Mars – serie TV, episodio 2x02 (2005)
- CSI: Miami – serie TV, episodio 5x20 (2007)
- Numb3rs – serie TV, episodio 4x08 (2007)
- Fringe – serie TV, 10 episodi (2009-2010)
- Bad Teacher – serie TV, 13 episodi (2014)
- Garfunkel and Oats – serie TV, episodio 1x6 (2014)
- Kroll Show – serie TV, episodio 3x04 (2015)
- I'm Dying Up Here - Chi è di scena? (I'm Dying Up Here) – serie TV, 20 episodi (2017-2018)
- SMILF – serie TV, episodio 2x04 (2019)
- Mrs. America – miniserie TV, 9 episodi (2020)
- Home Movie: The Princess Bride - miniserie TV, episodio 1x9 (2020)
- Surface - serie TV, 8 episodi (2022)
- Winning Time - L'ascesa della dinastia dei Lakers (Winning Time: The Rise of the Lakers Dynasty) – serie TV, 7 episodi (2023)
- Monsters: la storia di Lyle ed Erik Menendez (Monsters: The Lyle and Erik Menendez Story) – miniserie TV (2024)

### Doppiatrice
- American Dad! – serie animata, 5 episodi (2008-2012)
- The Cleveland Show – serie animata, episodio 1x12 (2010)
- I Griffin (Family Guy) – serie animata, episodio 10x07 (2011)

## Doppiatrici italiane
Nelle versioni in italiano delle opere in cui ha recitato, Ari Graynor è stata doppiata da:
- Gemma Donati in (S)Ex List, The Disaster Artist, Separati innamorati
- Perla Liberatori in 10 Years, Nick & Norah - Tutto accadde in una notte
- Domitilla D'Amico in Le squillo della porta accanto, Lo spaventapassere
- Gea Riva in I'm Dying Up Here - Chi è di scena?
- Laura Latini in I Soprano
- Laura Lenghi in Fringe
- Maia Orienti in Numb3rs
- Chiara Gioncardi in Surface
- Federica De Bortoli in Monsters: la storia di Lyle ed Erik Menendez